# Paranaitis gardineri
Paranaitis gardineri är en ringmaskart som beskrevs av Perkins 1984. Paranaitis gardineri ingår i släktet Paranaitis och familjen Phyllodocidae.
Artens utbredningsområde är Mexikanska golfen. Inga underarter finns listade i Catalogue of Life.